# نایت رایدر (مجموعه تلویزیونی ۱۹۸۲)
نایت رایدر (انگلیسی: Knight Rider) یک تلویزیونی آمریکایی است که توسط گلن ای. لارسن تهیه و ساخته شد و در از سال ۱۹۸۲ تا ۱۹۸۶ میلادی از شبکهٔ ان‌بی‌سی پخش شد.

## بازیگران
- دیوید هسلهاف
- ویلیام دنیلز
- ادوارد مالهیر
- پاتریشا مک‌فیرسون
- ربکا هولدن
- پیتر پاروس
- ریچارد بیسهارت (راوی)
- ساندرا کری
- کاتیا کریستین
- کاترین هیکلند